# Rosara (Ascoli Piceno)
Rosara (Rësara in dialetto ascolano) è una frazione del comune di Ascoli Piceno, da cui dista 6 km.  
Il paese conta circa 318 abitanti e sorge a 418 m s.l.m.
In questa località si trovano Monte di Rosara e Coperso.

## Luoghi d'interesse

### L'eremo di San Giorgio

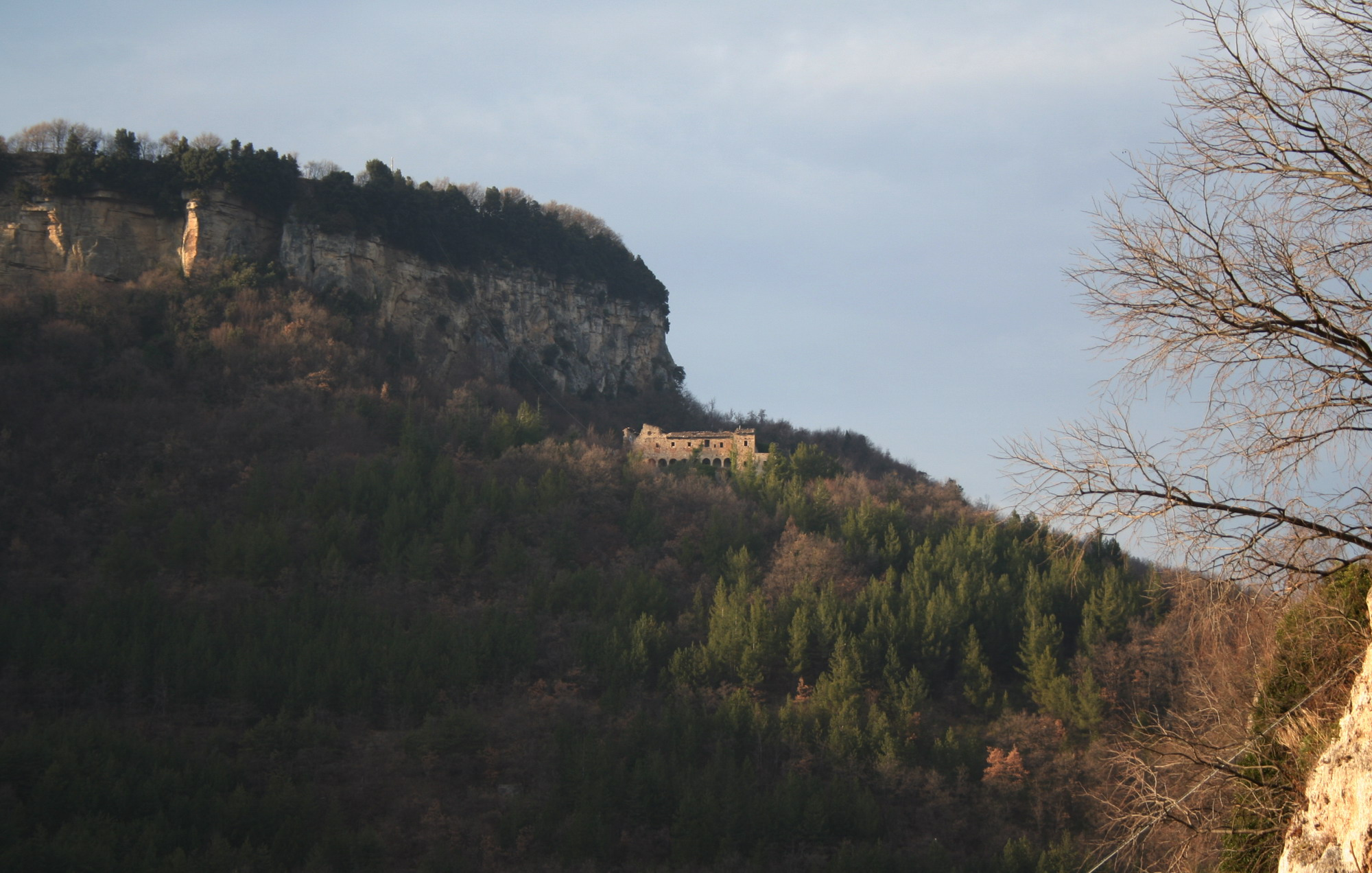
Eremo di San Giorgio

Nei pressi del borgo vi è l'eremo di San Giorgio, un monastero tristemente abbandonato, costruito nell'anno 1382 su iniziativa del vescovo Pietro Torricella, come riporta il canonico Pietro Capponi nelle sue "Memorie Storiche della Chiesa Ascolana" del 1898.
Il fabbricato si eleva sul versante che fronteggia il centro di Castel Trosino. In origine doveva essere il luogo di un presidio militare sorto come integrazione ed appoggio per il castello ed in seguito venne trasformato in convento.

## Sport
Si ricorda, negli anni passati, l'A.S.D. Rosara Calcio. Particolarmente apprezzata dagli esperti di arrampicata sportiva la falesia naturale di Rosara (che costeggia l'abitato de lu Berrì) e quella di San Giorgio, nei pressi dell'omonimo (e oramai fatiscente) monastero.

## Economia
Il paese è da sempre votato all'agricoltura, in particolare alla coltivazione di olivi e vi si produce un olio DOP con la varietà Ascolana tenera.
Molto sviluppata è anche la viticoltura e la cerealicoltura, con la produzione di orzo  destinato all'uso zootecnico.
Tra le risorse minerarie si annoverano cave di travertino, pietra che trova impiego in tutta la regione Marche e oltre, già da molti anni.